# Ketchikan
Ketchikan is een plaats (city) in de Amerikaanse staat Alaska, en valt bestuurlijk gezien onder Ketchikan Gateway Borough.

## Demografie
Bij de volkstelling in 2000 werd het aantal inwoners vastgesteld op 7922.
In 2006 werd het aantal inwoners door het United States Census Bureau geschat op 7446, een daling van 476 (-6.0%).

## Geografie
Volgens het United States Census Bureau beslaat de plaats een oppervlakte van 10,7 km², waarvan 8,7 km² land en 2,0 km² water.
De plaats ligt aan de Tongass Narrows op het eiland Revillagigedo Island. Ketchikan heeft een luchthaven, Ketchikan International Airport, die gelegen is op het eiland aan de overzijde van de Tongass Narrows, Gravina Island. Ter hoogte van Ketchikan ligt in de Tongass Narrows het eilandje Pennock Island.

## Plaatsen in de nabije omgeving
De onderstaande figuur toont nabijgelegen plaatsen in een straal van 72 km rond Ketchikan.

## Bezienswaardigheden
- Alaska Rainforest Sanctuary

## Geboren
- Frank Murkowski (1933), politicus
- Lisa Murkowski (1957), senator voor Alaska
- Rudy Pankow (1997), acteur

## Galerij

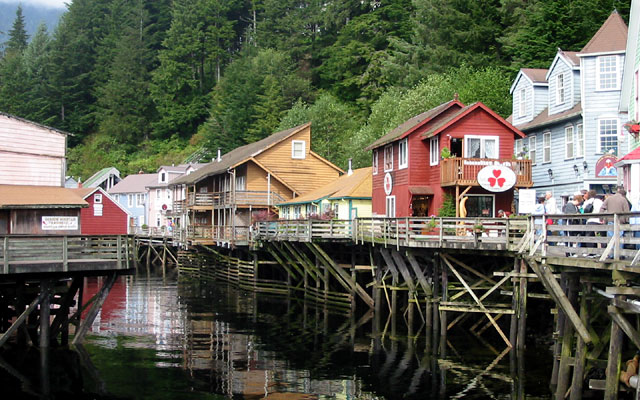
Creek Street, Ketchikan
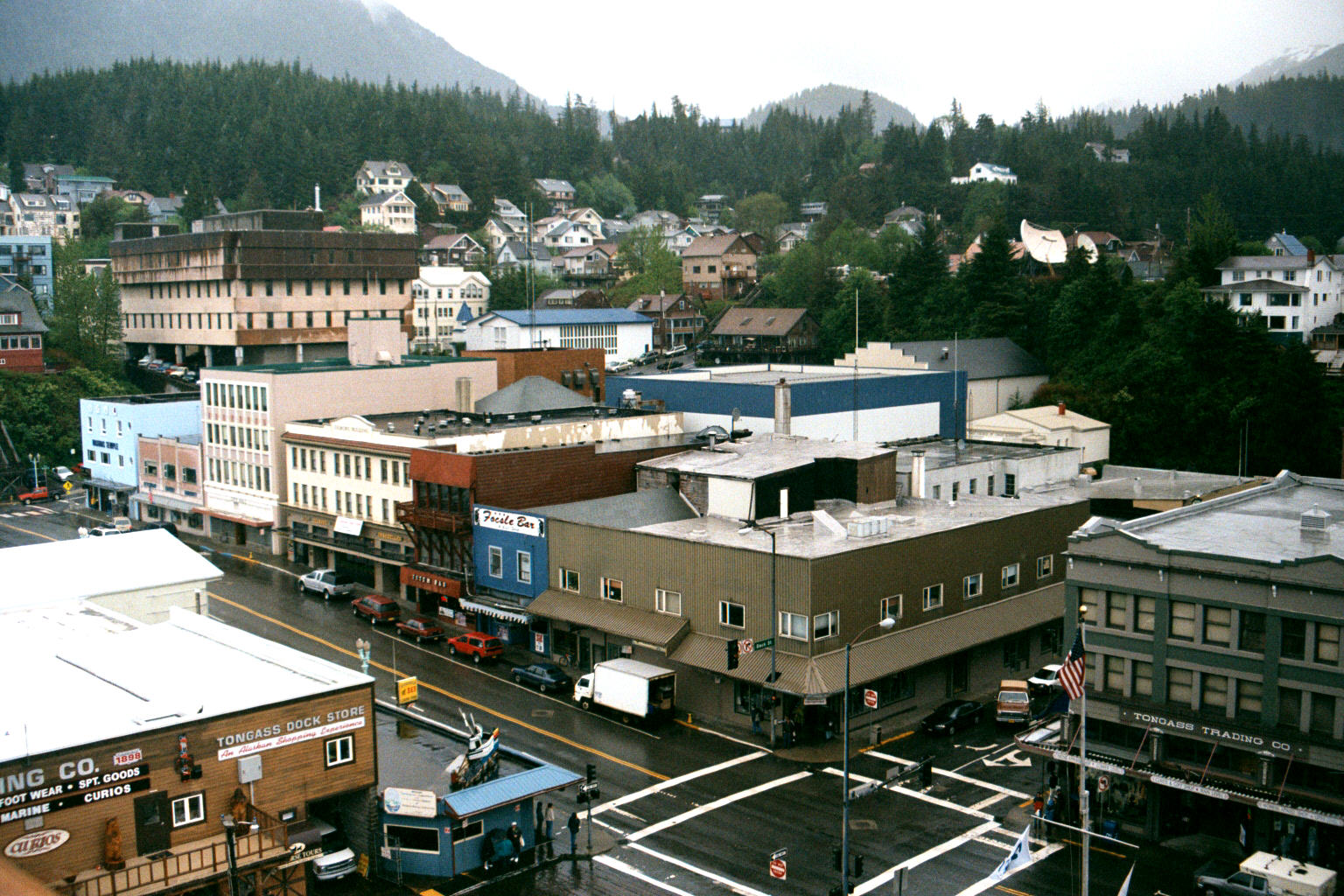
Het centrum van Ketchikan